# Die Sterne
Die Sterne sind eine deutschsprachige Indie-Pop-Band aus Hamburg, gegründet 1991.

## Geschichte

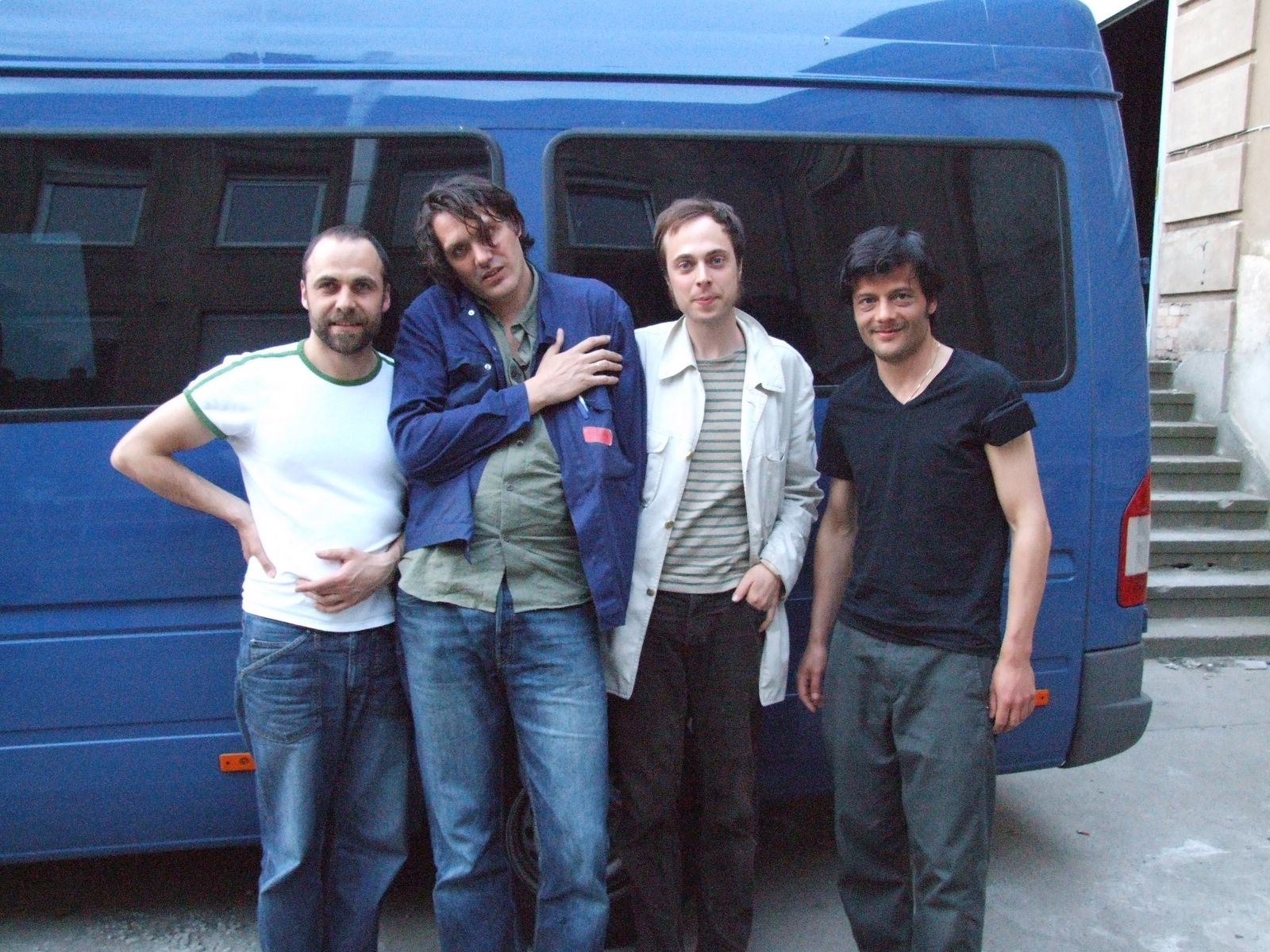
Die Sterne im Mai 2006 (v. l. n. r.: Thomas Wenzel, Frank Spilker, Richard von der Schulenburg, Christoph Leich)

Die Band wurde von dem Gitarristen Frank Spilker, dem Bassisten Thomas Wenzel, dem Schlagzeuger Christoph Leich und dem Keyboarder Frank Will 1991 gegründet, nachdem der gebürtige Bad Salzuflener Spilker nach Hamburg gezogen war. Der Bandname „Die Sterne“ wurde von Frank Spilker bereits für Veröffentlichungen auf dem Bad Salzufener Label Fast Weltweit verwendet („… damit ihn niemand anderer benutzt“). 1991 unterschrieb die Band einen Vertrag mit dem Hamburger Label L’age d’or. Dort erschien im gleichen Jahr ihr erstes Stück Eifersucht spricht, bei dem der Schlagzeuger Christoph Leich singt, auf der Kompilation Eifersucht, die als 7"-Single veröffentlicht wurde.
1998 wurden die Band vom Goethe-Institut als Botschafter deutscher Popkultur nach Nordamerika eingeladen. Frank Will verließ die Band nach der Tournee zum 1999 erschienenen Album Wo ist hier. Er wurde 2000 ersetzt durch Richard von der Schulenburg. Mit ihm entstanden die Alben Irres Licht (2002), Das Weltall ist zu weit (2004), Räuber & Gedärm (2006) sowie die EP Der Riss. Im Entstehungsprozess des Albums 24/7 stieg von der Schulenburg aus. Infolgedessen halfen ab der Herbsttournee 2009 wechselnde Keyboarder bei Auftritten aus.
Mitte 2018 verließen Thomas Wenzel und Christoph Leich die Band. Mit Hey Dealer erschien im November 2019 die erste Single des für Februar 2020 angekündigten neuen Albums Die Sterne, das Frank Spilker mit verschiedenen Gastmusikern aufgenommen hat. Spilker bezeichnete die neue Konstellation der Sterne als „weniger Band, mehr Kollaboration“.
Im September 2022 erschien das 13. Studioalbum Hallo Euphoria. Die Sterne umbesetzt – bestehend aus Jan Philipp Janzen, Phillip Tielsch (beide Von Spar und Urlaub in Polen), Dyan Valdés (Mexican Radio, The Blood Arm) und dem Arrangeur und Gitarristen Max Knoth.

## Nebenprojekte
Der langjährige Bassist Thomas Wenzel ist unter dem Pseudonym Julius Block Mitglied der Band Die Goldenen Zitronen und macht zusammen mit seiner Frau Peta Devlin Theatermusik. Sänger Frank Spilker veröffentlichte 2008 unter dem Namen Frank Spilker Gruppe das Album Mit all diesen Leuten und ist nun auch als Autor aktiv. Es interessiert mich nicht, aber das kann ich nicht beweisen erschien 2013 bei Hoffmann & Campe. Christoph Leich war vor den Sternen bei Kolossale Jugend aktiv, danach bei der Surfband Los Apollos.

## Rezeption
Die Zeile Wir hatten Sex in den Trümmern und träumten aus der Single Trrrmmer von 1996 wurde 2013 zum Titel eines Sachbuches des Produzenten Tim Renner über die Musikindustrie. Der Song Was hat dich bloß so ruiniert? wurde 2016 im Spielfilm Was hat uns bloß so ruiniert von Marie Kreutzer verarbeitet, der Titel des Filmes leitet sich aus dem Lied ab.

## Diskografie

### Studioalben
| Jahr | Titel                                                            | Höchstplatzierung, Gesamtwochen, AuszeichnungChartplatzierungen (Jahr, Titel, Platzierungen, Wochen, Auszeichnungen, Anmerkungen) | Höchstplatzierung, Gesamtwochen, AuszeichnungChartplatzierungen (Jahr, Titel, Platzierungen, Wochen, Auszeichnungen, Anmerkungen) | Anmerkungen                              |
| Jahr | Titel                                                            | DE | AT | Anmerkungen                              |
| ---- | ---------------------------------------------------------------- | --- | --- | ---------------------------------------- |
| 1993 | Wichtig                                                          | — | — | Erstveröffentlichung: März 1993          |
| 1994 | In echt                                                          | — | — | Erstveröffentlichung: 1994               |
| 1996 | Posen                                                            | DE64 (9 Wo.)DE | — | Erstveröffentlichung: 22. April 1996     |
| 1997 | Von allen Gedanken schätze ich doch am meisten die interessanten | DE43 (5 Wo.)DE | — | Erstveröffentlichung: 23. Juni 1997      |
| 1999 | Wo ist hier                                                      | DE43 (5 Wo.)DE | — | Erstveröffentlichung: 1999               |
| 2002 | Irres Licht                                                      | DE36 (2 Wo.)DE | AT37 (3 Wo.)AT | Erstveröffentlichung: 22. April 2002     |
| 2004 | Das Weltall ist zu weit                                          | DE70 (2 Wo.)DE | AT67 (1 Wo.)AT | Erstveröffentlichung: 2004               |
| 2006 | Räuber und Gedärm                                                | DE58 (1 Wo.)DE | AT66 (1 Wo.)AT | Erstveröffentlichung: 2006               |
| 2010 | 24/7                                                             | DE61 (1 Wo.)DE | — | Erstveröffentlichung: 26. Februar 2010   |
| 2014 | Flucht in die Flucht                                             | DE43 (1 Wo.)DE | AT67 (1 Wo.)AT | Erstveröffentlichung: 29. August 2014    |
| 2020 | Die Sterne                                                       | DE38 (1 Wo.)DE | AT70 (1 Wo.)AT | Erstveröffentlichung: 28. Februar 2020   |
| 2022 | Hallo Euphoria                                                   | DE38 (1 Wo.)DE | — | Erstveröffentlichung: 16. September 2022 |

### Livealben
- 2003: Live im Westwerk

### Kompilationen
| Jahr | Titel     | Höchstplatzierung, Gesamtwochen, AuszeichnungChartsChartplatzierungen (Jahr, Titel, Platzierungen, Wochen, Auszeichnungen, Anmerkungen) | Anmerkungen                           |
| Jahr | Titel     | DE | Anmerkungen                           |
| ---- | --------- | --- | ------------------------------------- |
| 2024 | Grandezza | DE50 (1 Wo.)DE | Erstveröffentlichung: 12. Januar 2024 |

Weitere Kompilationen
- 1987: Der rote Cassetten-Sampler
- 1988: Der blaue Cassetten-Sampler
- 1991: Eifersucht (7"-Single-Sampler)
- 1995: Unter Geiern (LP) (Wichtig und In Echt auf Vinyl)
- 1998: Stell die Verbindung her (nur in den USA veröffentlicht)
- 2004: Die Interessanten: Singles 1992–2004 (CD/DVD)
- 2005: In Echt (Wiederveröffentlichung mit zusätzlichen vier alten Songs)
- 2019: Anfang verpasst 1992–1999 (LP-Box/CD-Box)

### Remixalben
- 1997: Themenläden Remixe 1
- 1997: Themenläden Remixe 2
- 1997: Themenläden und alle Remixe

### EPs
- 1992: Fickt das System
- 1996: Trrrmer-Remixe
- 2002: Nur Flug
- 2006: Wichtig + Fickt das System EP
- 2009: Der Riss
- 2009: Der Riss – Dub Versions vs. Munk
- 2012: Für Anfänger

### Tributealben
| Jahr | Titel                    | Höchstplatzierung, Gesamtwochen, AuszeichnungChartsChartplatzierungen (Jahr, Titel, Platzierungen, Wochen, Auszeichnungen, Anmerkungen) | Anmerkungen                            |
| Jahr | Titel                    | DE | Anmerkungen                            |
| ---- | ------------------------ | --- | -------------------------------------- |
| 2017 | Mach’s besser – 25 Jahre | DE44 (1 Wo.)DE | Erstveröffentlichung: 10. Februar 2017 |

### Singles
- 1987: Ein verregneter Sommer
- 1988: 1988 – In einer Nacht wie dieser
- 1994: Universal Tellerwäscher
- 1996: Widerschein
- 1996: Was hat dich bloß so ruiniert
- 1996: Trrrmmer
- 1996: Unter Geiern II
- 1997: Swinging Safari
- 1997: Die Interessanten
- 1997: Abstrakt
- 1997: Bis neun bist du O.K.
- 1999: Big in Berlin
- 1999: Das bißchen besser
- 2002: Wenn dir St. Pauli auf den Geist fällt
- 2003: Gerechtes Brett
- 2004: In diesem Sinn
- 2004: Hier kommt die Kaltfront
- 2006: Aber Andererseits
- 2010: Life in Quiz
- 2010: Gib mir die Kraft
- 2010: Depressionen aus der Hölle
- 2011: Was hat dich bloß so ruiniert (Auskopplung aus Soundtrack zu Jonas)
- 2014: Mein Sonnenschirm umspannt die Welt
- 2014: Ihr wollt mich töten
- 2014: Drei Akkorde
- 2017: Wichtig – Extended Version mit Erobique
- 2017: Sturm über der Hallig / Kleine Schritte stolpern
- 2019: Hey Dealer
- 2019: Der Sommer in die Stadt wird fahren
- 2022: Alles was ich will
- 2022: Die Welt wird knusprig
- 2022: Hallo Euphoria
- 2022: Spilker immer mittendrin